# Podmosta macdunnoughi
Podmosta macdunnoughi is een steenvlieg uit de familie beeksteenvliegen (Nemouridae). De wetenschappelijke naam van de soort is voor het eerst geldig gepubliceerd in 1947 door Ricker.